# Нова вещественост (архитектура)
Вижте пояснителната страница за други значения на Нова вещественост.
Новата вещественост (превод на немското Neue Sachlichkeit, превеждано на английски като New Objectivity и New Sobriety) е име, често давано на модерната архитектура, която се развива в Европа, предимно в немскоезичната част на Европа, през 1920-те и 1930-те години. Понятието до известна степен се припокрива с т.нар. Neues Bauen (Ново строителство). Новата вещественост моделира много германски градове през този период.

## Werkbund и Екпресионизмът
Най-ранните примери за стила датират отпреди Първата световна война, когато под егидата на Deutscher Werkbund се разгръща опит да се осигури модерно лице на Германия. Много от архитектите, които ще се окажат свързани с Новата вещественост, в практиката си през 1910-те години използват стъклени повърхности и остри геометрични композиции. Примери за това са фабриката на Фагус на Валтер Гропиус и Адолф Майер от 1911 г. и универсалния магазин на Ханс Пьолциг във Вроцлав от 1912 г. Ранните творби на Баухаус, като например къщата на Зомерфелд, са в този дух. Динамизмът на експресионизма и използването на стъкло (независимо дали за прозрачност или заради цветни ефекти) ще бъде един от стълбовете на Новата вещественост.

## Ефектите на De Stijl и на Конструктивизма
Преходът от експресионизъм към по-изведени модернистични стилове през втората половина на 1920-те попада под влиянието на холандския авангард, особено на De Stijl, чиито архитекти като Ян Вилс и Якобус Йоханес Питер Оуд използват идеи, взети назаем от Франк Лойд Райт, за да ги приложат в кубичните социални жилища, преобразени съгласно онзи подход, който Тео ван Дуисбург нарича „машинна естетика“. Отдалечаването на германските архитекти от експресионизма минава и под влиянието на Конструктивизма, особено на ВХУТЕМАС и Ел Лисицки, който често се задържа в Берлин в началото на 1920-те. Друг елемент е творчеството на Льо Корбюзие във Франция – такива предложения като къщата от бетон „Citrohan“. В допълнение, Ерих Менделсон вече се е отклонил от експресионизма в посока по-оптимизирани, динамични форми, като например в офисите „Mossehaus“ (седалище на вестници като „Берлинер Тагесблат“) и фабриката „Вайхсман“ в Гливице, и двете построени през 1921-1922 г.